# Пајнтоп Кантри Клаб (Аризона)
Пајнтоп Кантри Клаб (енгл. Pinetop Country Club) насељено је место без административног статуса у америчкој савезној држави Аризона.

## Демографија
По попису из 2010. године број становника је 1.794.
| Група             | 2000.    | 2010.         |
| Белци             | 0 (0,0%) | 1.522 (84,8%) |
| Афроамериканци    | 0 (0,0%) | 4 (0,2%)      |
| Азијати           | 0 (0,0%) | 20 (1,1%)     |
| Хиспаноамериканци | 0 (0,0%) | 183 (10,2%)   |
| Укупно            | 0        | 1.794         |